# 格羅布嶺
83°29′S 51°22′W / 83.483°S 51.367°W
格羅布嶺（英語：Grob Ridge）是南極洲的山嶺，位於伊莉莎白女王地，屬於彭薩科拉山脈中福里斯特爾山脈的一部分，長6公里，處於迪達爾峰以南3海里，美國地質調查局根據測量和該國海軍的空中照片繪入地圖，現時由南極條約體系管理。